# Bundesamt für Sicherheit in der Informationstechnik

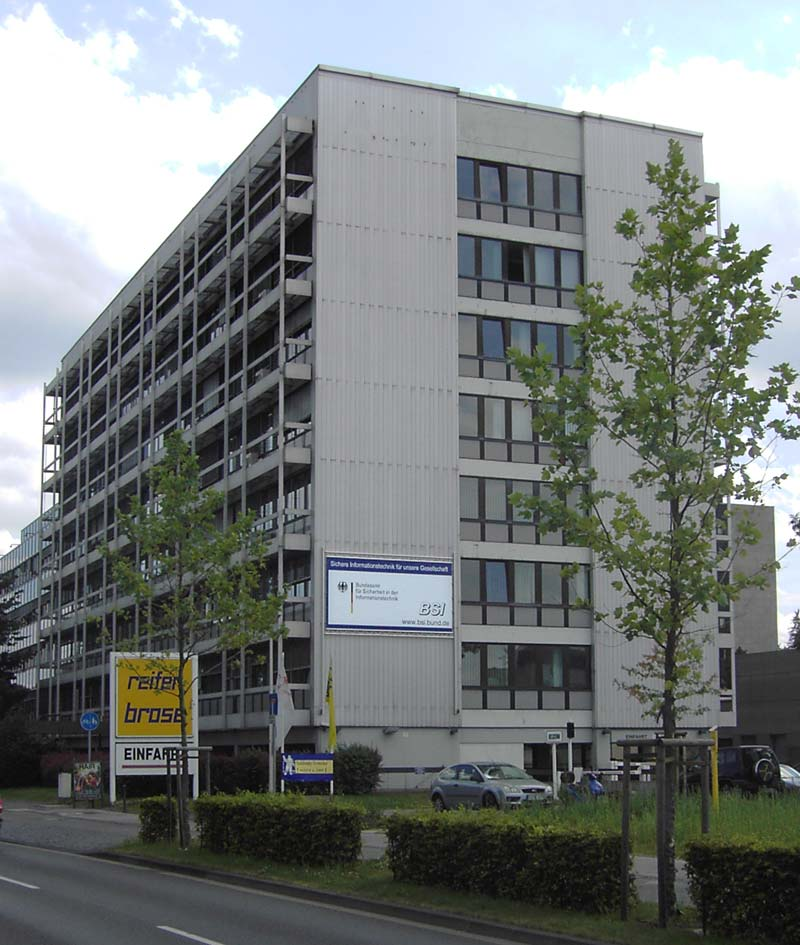
La sede del BSI

Il Bundesamt für Sicherheit in der Informationstechnik (in italiano "Ufficio Federale per la Sicurezza Informatica"), a volte indicato con la sigla BSI, è l'agenzia governativa della Repubblica federale di Germania responsabile per la sicurezza informatica. Le aree di competenza comprendono la sicurezza della applicazioni e installazioni informatiche, la sicurezza di Internet, la crittografia, la certificazione dei prodotti di sicurezza. La sede centrale si trova a Bonn, dove lavora la maggior parte dei 1.350 (2021) dipendenti. Altri uffici in costruzione si trovano a Freital e Saarbrücken.. La struttura da cui emerse l'attuale BSI era il servizio crittografico del Servizio Federale di Informazione (BND) della Repubblica Federale di Germania. Questo portava il nome di Zentralstelle für das Chiffrierwesen (ZfCh o, in italiano, Ufficio Centrale per la Crittografia). Dal 1989, questo è stato rinominato Ufficio centrale per la sicurezza delle informazioni (ZSI). Nel 1991, è stato fondato come un ufficio federale separato nel portafoglio del Ministero federale dell'interno. I compiti di intelligence, tuttavia, sono rimasti al BND. Il BSI si occupa ancora di algoritmi crittografici come Libelle. Le competenze del BSI sono state ampliate negli ultimi anni. Gli operatori di infrastrutture critiche e di altri settori sono obbligati a segnalare al BSI gli incidenti di sicurezza informatica. Il BSI consiglia aziende e autorità a livello federale, statale e comunale sulla sicurezza informatica. Il BSI pubblica il manuale IT Baseline Protection Manual che individua una metodologia standardizzata per la valutazione e gestione della sicurezza dei sistemi informatici delle grandi organizzazioni pubbliche e private.

## Dipartimenti e compiti
Il BSI è suddiviso in 5 dipartimenti; di cui 4 sono Fachabteilungen (suddivisi ognuno in 2 reparti - Fachbereiche o FB -) e 1 è un dipartimento amministrativo (Abteilung Z). 
| Nome dipartimento | Tipo dipartimento                                                      | Direttore                       | Reparto 1°                                | Reparto 2°                                                                    |
| ----------------- | ---------------------------------------------------------------------- | ------------------------------- | ----------------------------------------- | ----------------------------------------------------------------------------- |
| Abteilung C       | Cyber-Sicherheit                                                       | Leitung: Dr. Hartmut Isselhorst | FB C1 – Sicherheit in Netzen              | FB C2 – Operative Netzabwehr                                                  |
| Abteilung B       | Beratung und Koordination                                              | Leitung: Horst Samsel           | FB B1 – Beratung und Unterstützung        | FB B2 – Koordination und Steuerung                                            |
| Abteilung K       | Krypto-Technologie                                                     | Leitung: Dr. Gerhard Schabhüser | FB K1 – VS-IT-Sicherheit                  | FB K2 – Kryptografische Anwendungen                                           |
| Abteilung S       | Sichere elektronische Identitäten, Zertifizierung und Standardisierung | Leitung: Bernd Kowalski         | FB S1 – Sichere elektronische Identitäten | FB S2 – Zertifizierung und Standardisierung                                   |
| Abteilung Z       | Zentrale Aufgaben, CIO                                                 | Leitung: Jörg Pieper            | Organisation, Vergabe                     | Personal Haushalt Innerer Dienst Objekt- und Geheimschutz Informationstechnik |